# Brian Sacca
Brian Sacca (* 1978) ist ein US-amerikanischer Comedian, Schauspieler und Drehbuchautor.

## Leben
Saccas Bruder ist der frühere Google-Mitarbeiter und Risikokapitalgeber Chris Sacca.
Brian Sacca besuchte bis 1997 die Nichols School in Buffalo. Danach trat er zunächst in Off-off-Broadway-Theaterstücken auf und war später Mitglied der New Yorker Sketch-Comedy-Gruppe „Machio“, die unter anderem im Vorprogramm von Dave Chappelles Tournee auftrat.
Ab April 2003 trat er auch solo mit einem Stand-up-Comedy-Programm auf. Zeitgleich gründete er mit Peter Karinen das Comedy-Duo „Pete and Brian“. Ab 2007 trat Sacca gemeinsam mit Karinen in ersten Kurzfilmen auf, für die beide auch als Drehbuchautoren fungierten. In ihrem zweiten Kurzfilm FCU: Fact Checkers Unit trat unter anderem der Schauspieler Bill Murray auf. Ab 2009 entstand die Webserie Single Dads, die später auch für das Fernsehen umgesetzt wurde. Ab 2010 entstand auch die auf dem gleichnamigen Kurzfilm basierende Webserie FCU: Fact Checkers Unit.
Nach kleineren Auftritten in Film- und Fernsehproduktionen wurde Sacca 2013 durch seine Rolle in Martin Scorseses The Wolf of Wall Street einem größeren Publikum bekannt.

## Filmografie (Auswahl)
- 2007: The Definition of Sex (Kurzfilm)
- 2008: FCU: Fact Checkers Unit (Kurzfilm)
- 2008: Pete and Brian Have Fun (Fernsehserie)
- 2009–2011: Single Dads (Webserie, 30 Episoden)
- 2010: Successful Alcoholics (Kurzfilm)
- 2010: Stereotypical 80’s Movie Gangs (Kurzfilm)
- 2010–2012: FCU: Fact Checkers Unit (Webserie, 14 Episoden)
- 2011: I’m Having a Difficult Time Killing My Parents (Kurzfilm)
- 2011: Mash Up (Fernsehfilm)
- 2011: One Sharp Girl (Fernsehfilm)
- 2012: BuzzKill
- 2013: Kings of Summer (The Kings of Summer)
- 2013: The Wolf of Wall Street
- 2015: Night of the Living Deb
- 2015: Band of Robbers
- 2016–2018: Wrecked – Voll abgestürzt! (Wrecked, Fernsehserie, 29 Episoden)
- 2017: Kong: Skull Island
- 2019: Buffaloed
- 2020: Spy Intervention